# زیریکلی (شهرستان بیژبولیاکسکی، باشقیرستان)
زیریکلی (انگلیسی: Zirikly, Bizhbulyaksky District, Republic of Bashkortostan) یک شهرک در شهرستان بیژبولیاکسکی باشقیرستان کشور روسیه است.